# NGC 2721
NGC 2721 је спирална галаксија у сазвежђу Хидра која се налази на NGC листи објеката дубоког неба.
Деклинација објекта је - 4° 54' 5" а ректасцензија 8h 58m 56,5s. Привидна величина (магнитуда) објекта NGC 2721 износи 12,2 а фотографска магнитуда 13,0. Налази се на удаљености од 56,613 милиона парсека од Сунца. NGC 2721 је још познат и под ознакама MCG -1-23-15, PGC 25231.